# Anacampsis ursula
Anacampsis ursula is een vlinder uit de familie van de tastermotten (Gelechiidae). De wetenschappelijke naam van de soort is voor het eerst geldig gepubliceerd door Walsingham.